# ジャムコ
株式会社ジャムコ（JAMCO CORPORATION）は、日本の航空機用内装品メーカー。本社は東京都立川市にある。かつては伊藤忠商事系列であった。

## 概要
当初は「伊藤忠航空整備」という社名で、航空機のメンテナンスを主な業務としており、現在でも航空機整備カンパニーとして整備業務を行っている。
1970年（昭和45年）に全日本空輸からボーイング727およびボーイング737のギャレー製造を受注したことがきっかけで航空機内装品の製造に参入、旧マクドネル・ダグラスを含むボーイング製旅客機のギャレーおよびラバトリー（便所・洗面所）を製造しており、ラバトリーに至っては世界シェアの約50%を担う。その実績はボーイングの旅客機生産に貢献した協力会社を表彰するPIE賞（Pride In Excellence award）を8回、ボーイング社長賞を3回受賞していることが証明している。
現商号は旧商号の新日本航空整備株式会社の英文社名New Japan Aircraft Maintenance Co., Ltd.の頭文字に由来する。

## 沿革
- 1949年（昭和24年）3月 - 今橋証券株式会社として設立。
- 1952年（昭和27年）12月18日 - 商号を新倉敷飛行機株式会社に変更、航空機の製造、修理および販売等の事業の準備を開始。
- 1955年（昭和30年）9月 - 伊藤忠航空整備株式会社に商号変更。
- 1960年（昭和35年）- 航空大学校訓練機の保守委託業務を開始[1]。
- 1963年（昭和38年）4月 - 川崎航空機工業と業務提携。
- 1970年（昭和45年）6月 - 日本航空、全日本空輸も資本参加。新日本航空整備株式会社に商号変更。
- 1982年（昭和47年）2月 - ワシントン州にジャムコ・アメリカを設立。
- 1988年（昭和63年）
  - 2月 - シンガポールにシンガポール・ジャムコを設立。
  - 6月 - 現社名に変更。
  - 11月 - 株式を店頭公開。
- 1989年（平成元年）4月 - 新潟ジャムコを設立。
- 1998年（平成10年）12月 - 東京証券取引所第二部に上場。
- 1999年（平成11年）9月 - オレンジジャムコを設立。
- 2003年（平成15年）3月 - ボーイング・サプライヤー・オブ・ザ・イヤー2002を受賞。
- 2004年（平成16年）7月 - シンガポールにJAMCO Aero Design & Engiennring Private Limitedを設立。
- 2015年（平成27年）3月 - 東京証券取引所第一部に指定替え。
- 2017年（平成29年）6月 - 本社を三鷹市大沢六丁目11番25号から立川市へ移転。
- 2019年（令和元年）9月 - 検査不正4608件、有資格者の印鑑使い回しが発覚[2]。それにより認定業務について7月30日から停止。
- 2021年（令和3年）
  - 1月 - 20年4～9月期の連結最終損益は43億円の赤字。上半期過去最大の赤字幅となり、海外連結子会社のジャムコ・シンガポールを解散[3]。
  - 3月 - 検査不正発覚後、コロナ禍が追い打ちとなり、グループ全体で25%程度の人員削減（検査不正発覚後、人員増加を図った検査部門含む）、本社一部設備の返還（工場を含む）、これに伴い立川本社勤務の従業員を地方拠点（新潟が主）に異動。
- 2024年（令和6年） 4月 - 新潟ジャムコ、中条ジャムコ、宮崎ジャムコが合併し、社名をジャムコエアクラフトインテリアズに変更[4]。
- 2025年（令和7年） 7月17日 - ベインキャピタル傘下になり、株式上場を廃止[5]。

## 主要製品
- 航空機の内装品
  - ギャレー（厨房設備）
  - ラバトリー（化粧室）
  - ストウェッジ・ビン（荷物棚）
  - クルーレスト（客室乗務員用休憩室ユニット）
- ジェットエンジンのタービンシュラウド
- 炭素繊維構造部材 (Advanced Pultrusion:ADP)

## グループ
| 所在国         | 企業名                                | 事業内容                                               | 資本金     | 議決権の所有割合                      | 関係               |
| -------------- | ------------------------------------- | ------------------------------------------------------ | ---------- | ------------------------------------- | ------------------ |
| 日本           | ジャムコ エアロテック                 | 航空機の整備                                           | 3000万円   | 100%                                  | 連結子会社         |
| 日本           | 徳島ジャムコ                          | 航空機の整備                                           | 3000万円   | 100%                                  | 連結子会社         |
| 日本           | ジャムコエアクラフトインテリアズ      | 航空機内装品の製造                                     | 1億円      | 100%                                  | 連結子会社         |
| 日本           | ジャムコ エアロマニュファクチャリング | 航空機用炭素繊維構造部材、航空機用エンジン部品等の製造 | 1億円      | 100%                                  | 連結子会社         |
| 日本           | オレンジジャムコ                      | 障がい者特例子会社                                     | 1000万円   | 100%                                  | 連結子会社         |
| アメリカ合衆国 | JAMCO AMERICA INC.                    | 航空機内装品の製造                                     | 3153万ドル | 100%                                  | 連結子会社         |
| フィリピン     | JAMCO PHILIPPINES, INC.               | 航空機内装品の製造                                     | 8600万PHP  | 100%                                  | 連結子会社         |
| 日本           | MRO Japan                             | 航空機の整備                                           | 10億円     | 25%                                   | 持分法適用関連会社 |
| シンガポール   | JADE ENGINEERING PTE LTD.             | 航空機内装の改修・改造の設計                           | 100万ドル  | ジャムコ単体：40% 連結子会社込み：45% | 持分法適用関連会社 |

## 受賞
- 2019年 - 第1回日本オープンイノベーション大賞 環境大臣賞（定期旅客便を利用した温室効果ガスのグローバル観測（CONTRAILプロジェクト））

## その他
- 伊藤忠航空整備時代、日本大学理工学部と工学部時代から共同で航空機開発し、1962年（昭和37年）には、研究機N-62 イーグレットを試作した。
- 1960年より、航空大学校訓練機の整備委託（宮崎本校・仙台分校）を実施しており、2019年に安全褒賞状を受賞している[1]。